# Castelul Salbek din Petriș

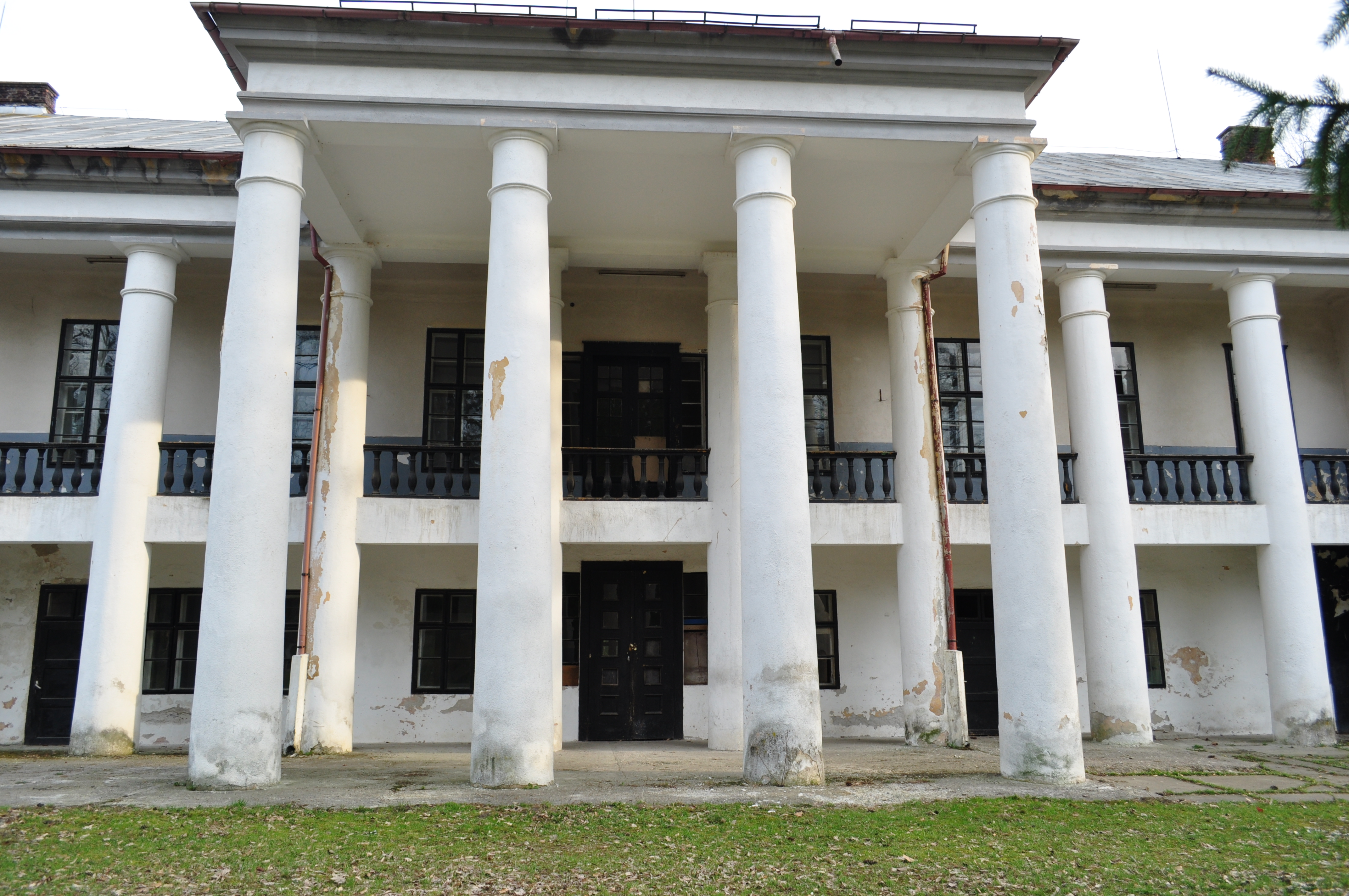
Fațada principală cu colonade

Castelul Salbek este situat în satul Petriș, din comuna cu același nume, județul Arad. Ansamblul Castelului Salbek datează din perioada 1800–1850, în ultima perioadă fiind un sanatoriu pentru tratarea afecțiunilor pneumoftiziologice, până în anul 2009, când a fost retrocedat.

## Istoric și trăsături

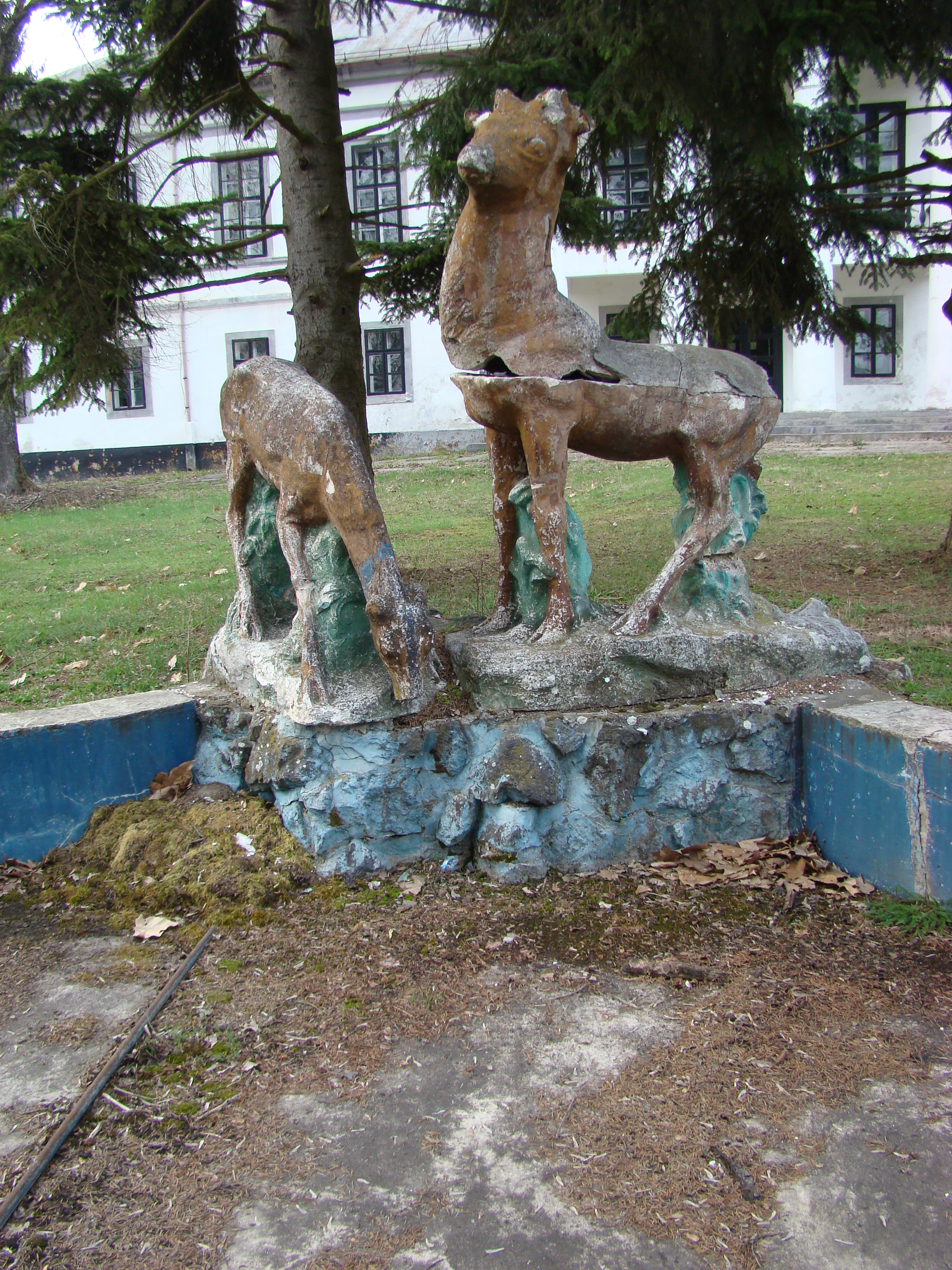
Fântâna din curtea castelului

Prima atestare documentară a localității Petriș datează din anul 1743. Castelul a fost construit în prima jumătate a secolului al XIX-lea, în stil neoclasic. Este înconjurat de un parc spațios, în care se găsesc și doi stejari seculari. Potrivit tradiției populare, sub unul dintre stejari se țineau scaunele domnești; aceste instanțe, de dinainte de 1848, judecau supușii domeniului, condamnându-i la pedepse corporale sau reținerea în închisoarea domeniului, care se găsea în apropierea castelului. Figurează pe noua listă a monumentelor istorice sub codul LMI:  AR-II-a-A-00642.
Foștii proprietarii au revendicat imobilul și l-au câștigat în anul 2009, de când a rămas nefolosit. În anul 2017 a fost cumpărat de catre compania londoneză OMC Investments Ltd.ce intenționează să îl transforme în hotel și sediu de fundație cu activități culturale.

## Imagini

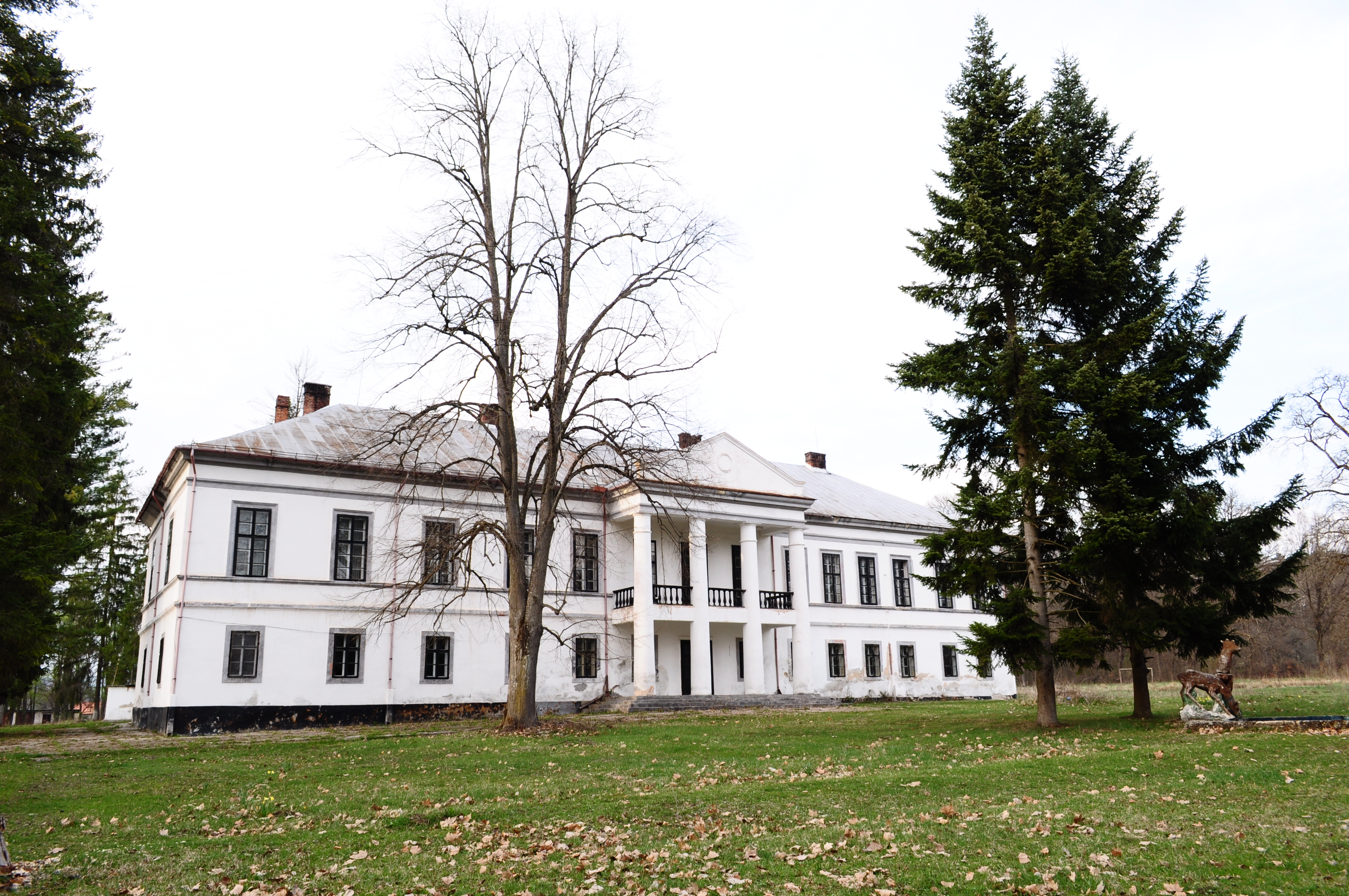
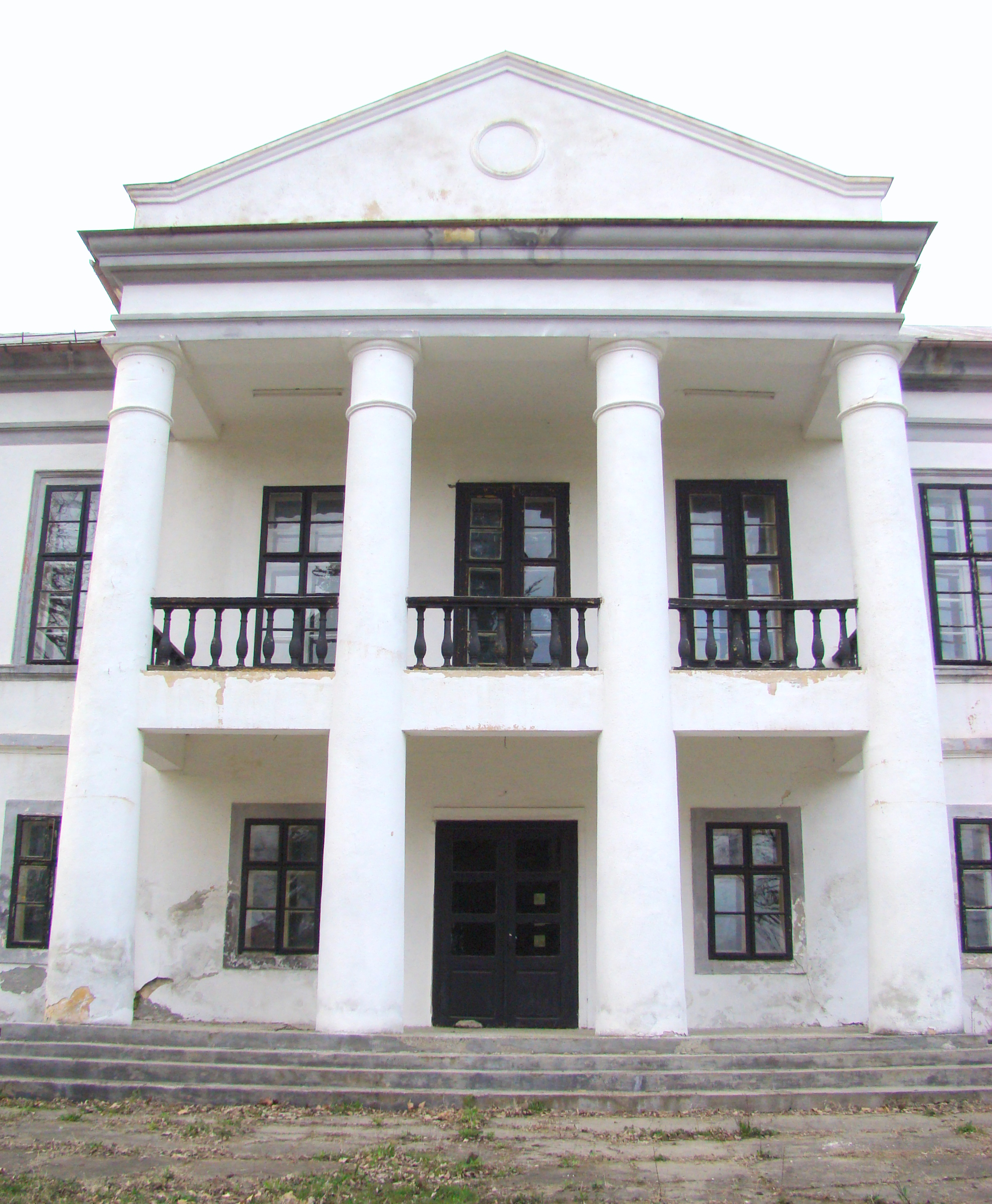
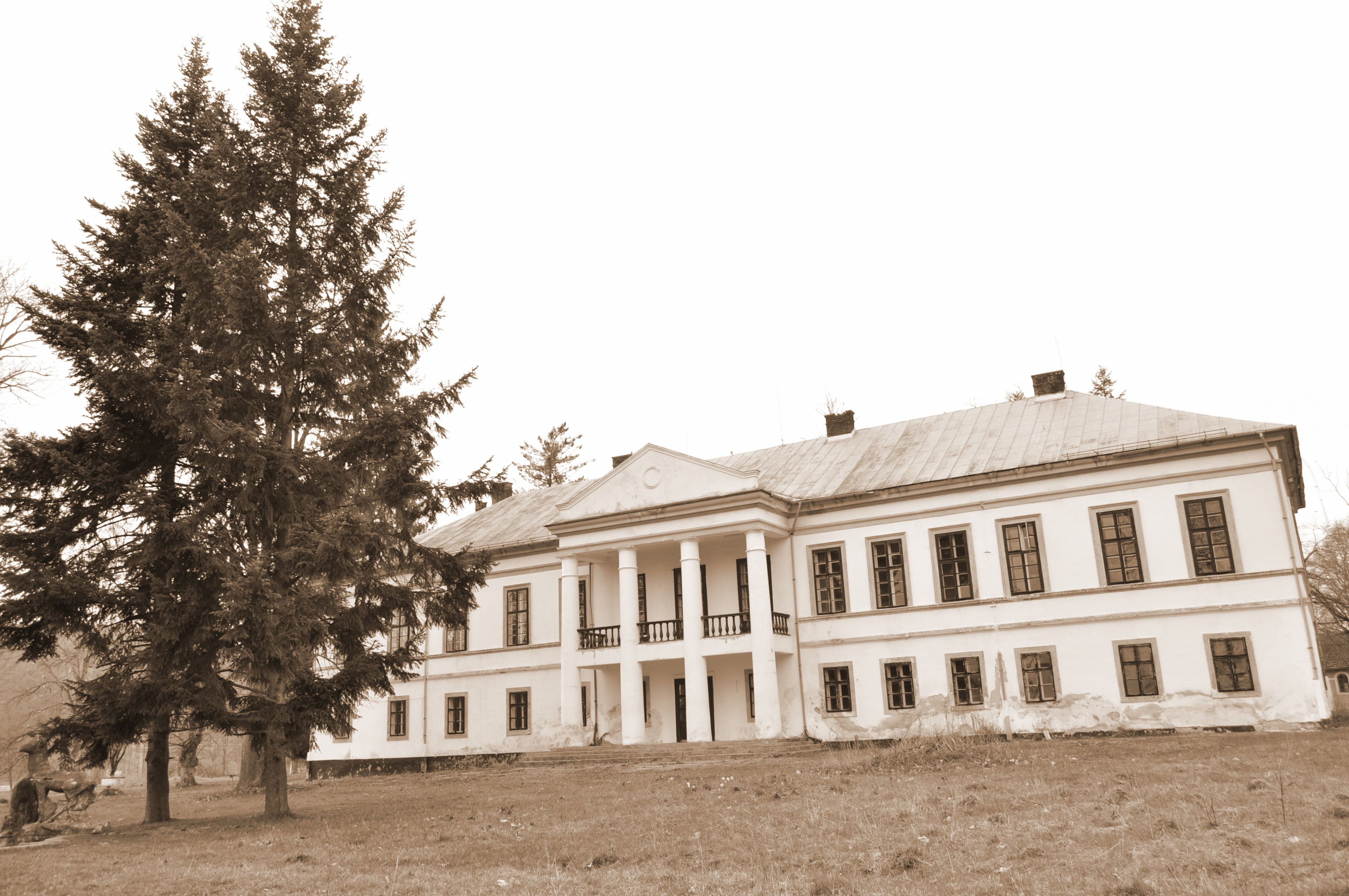
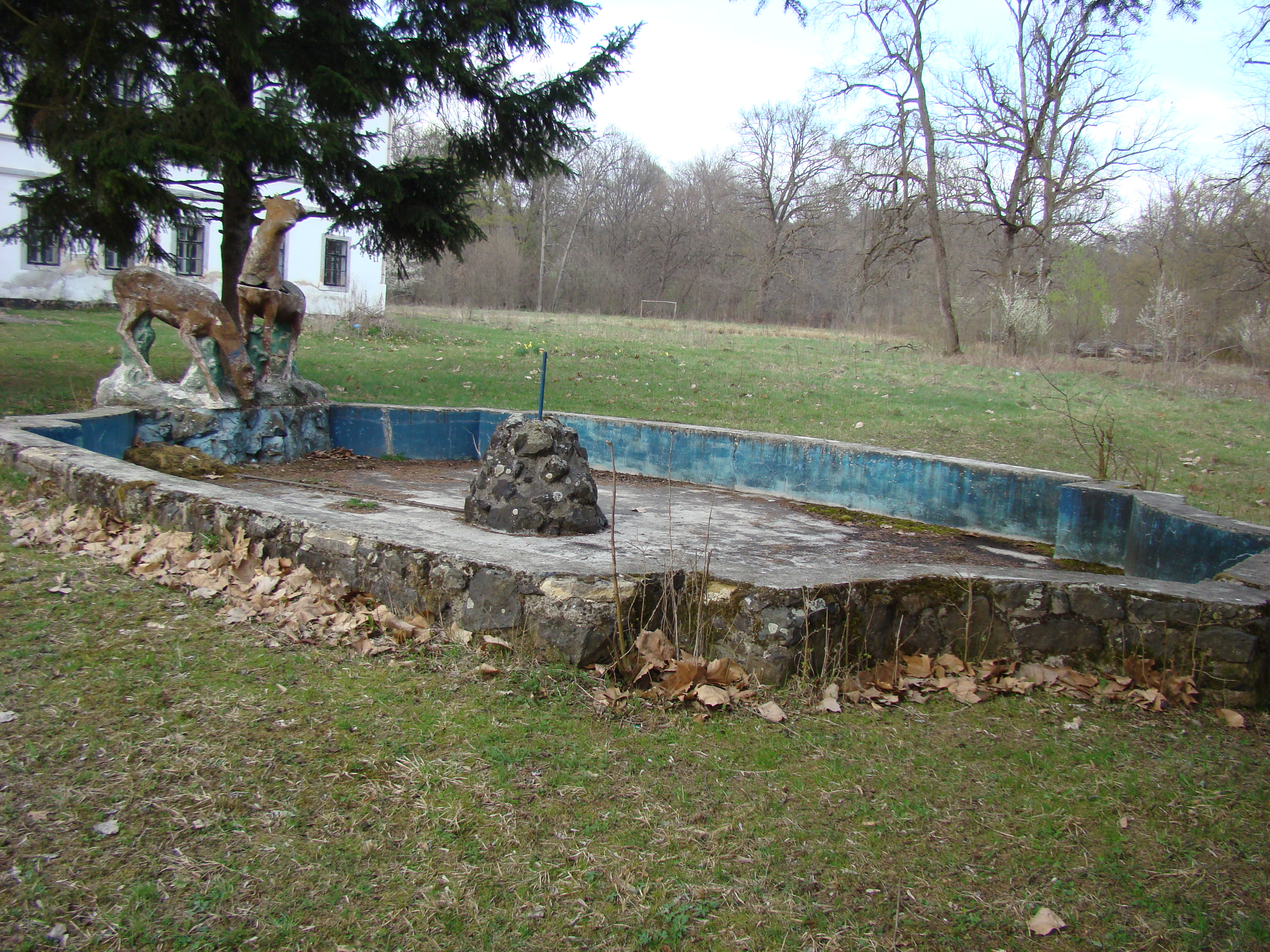
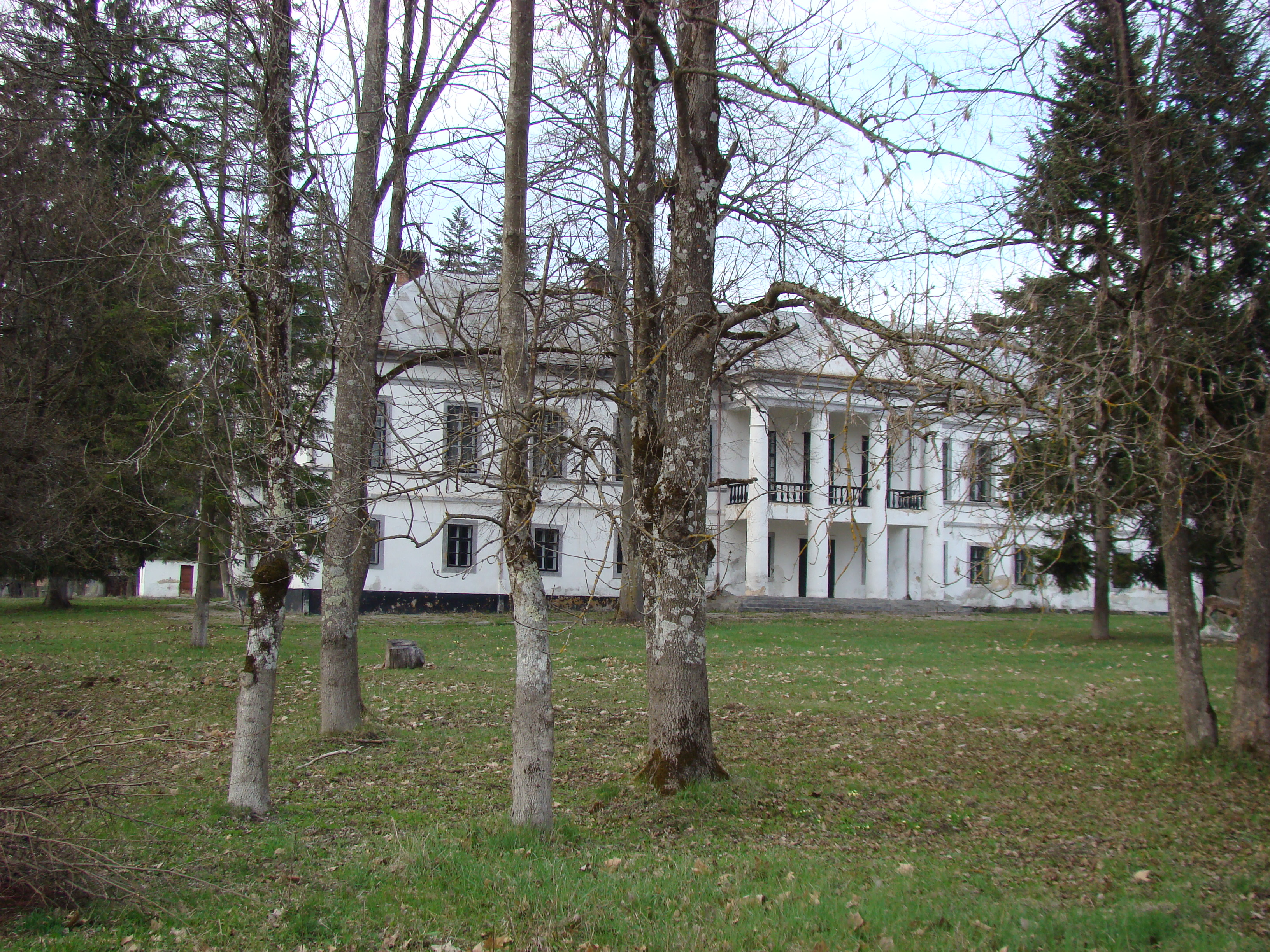
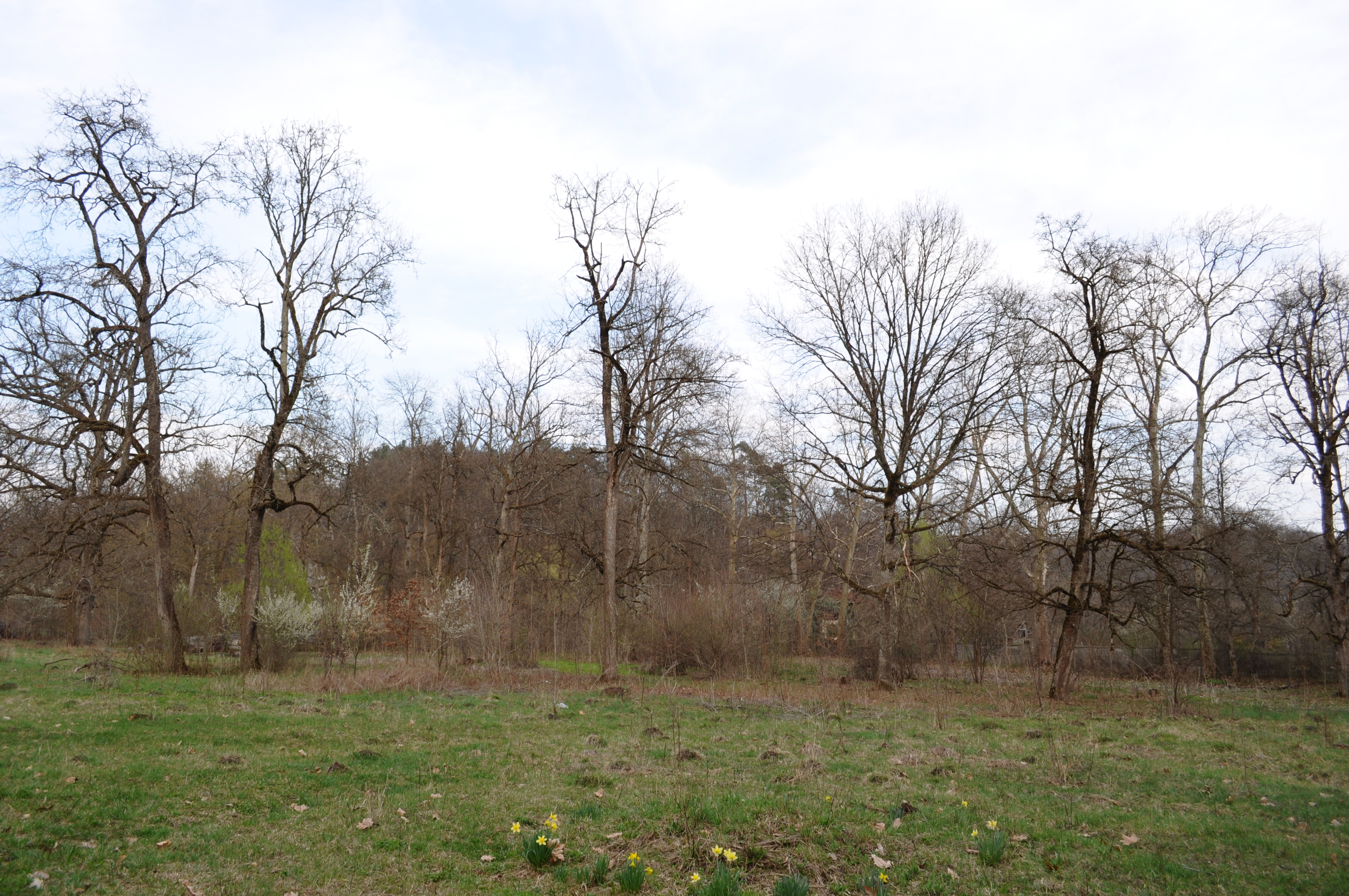
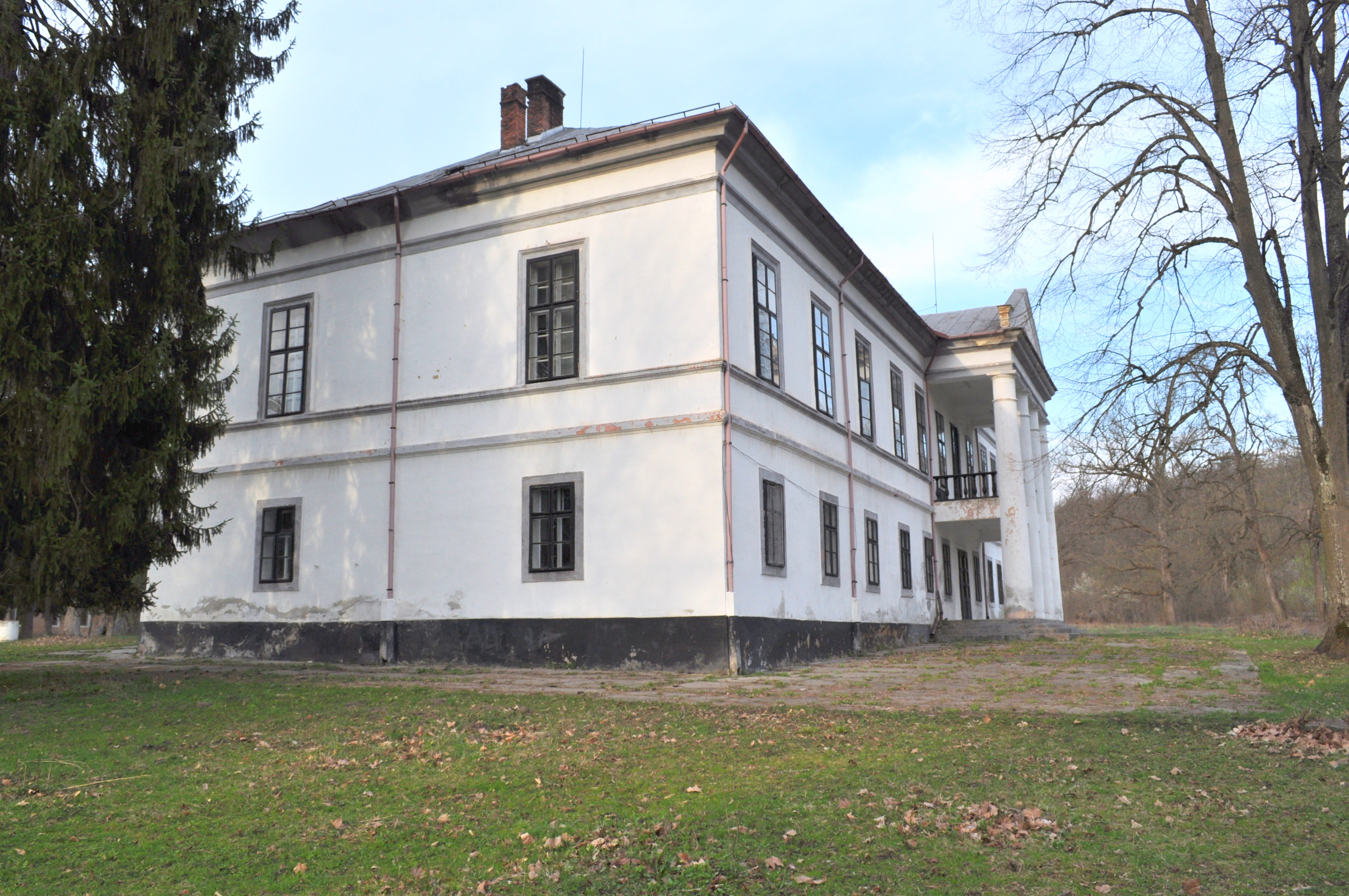
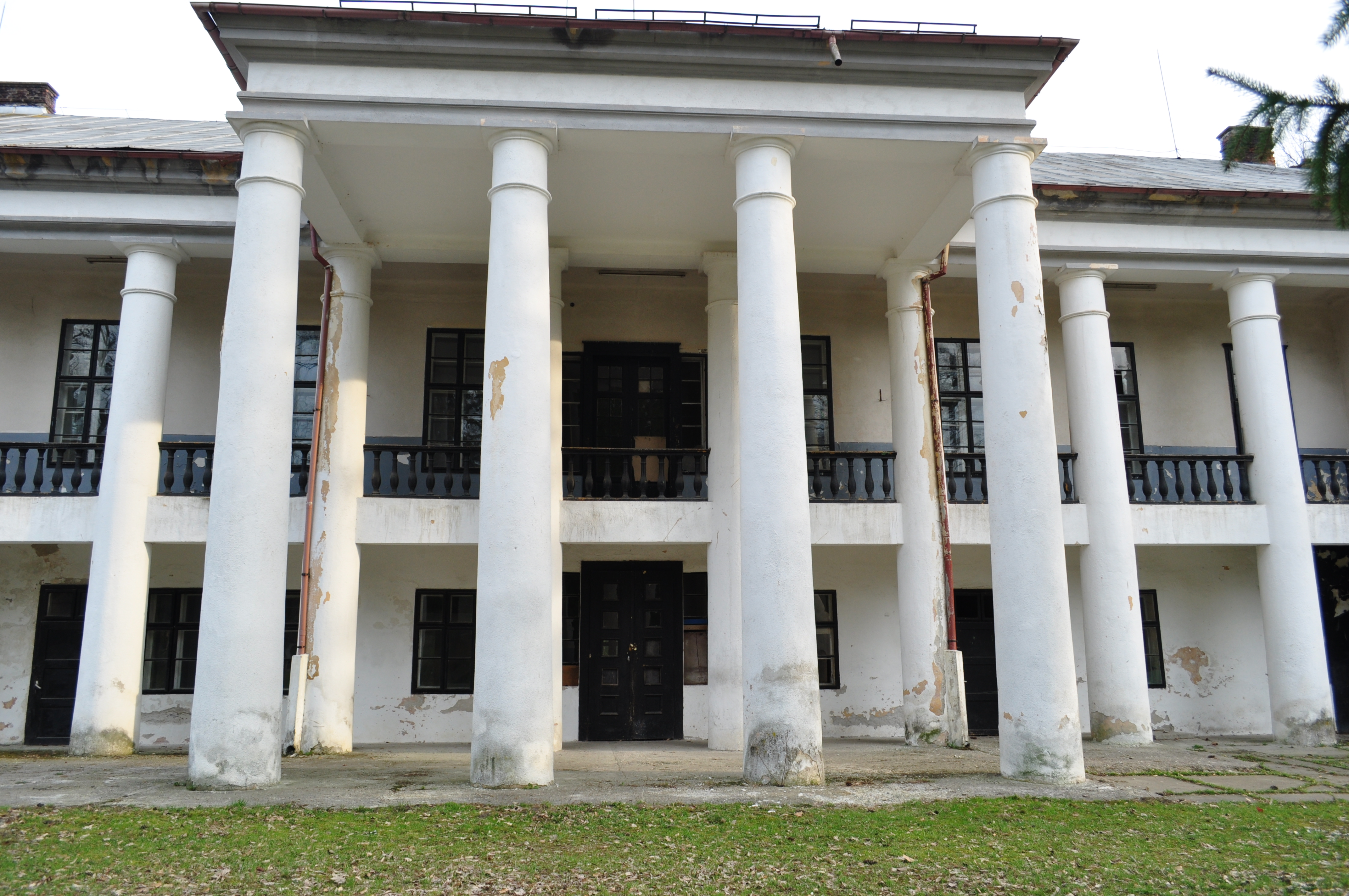
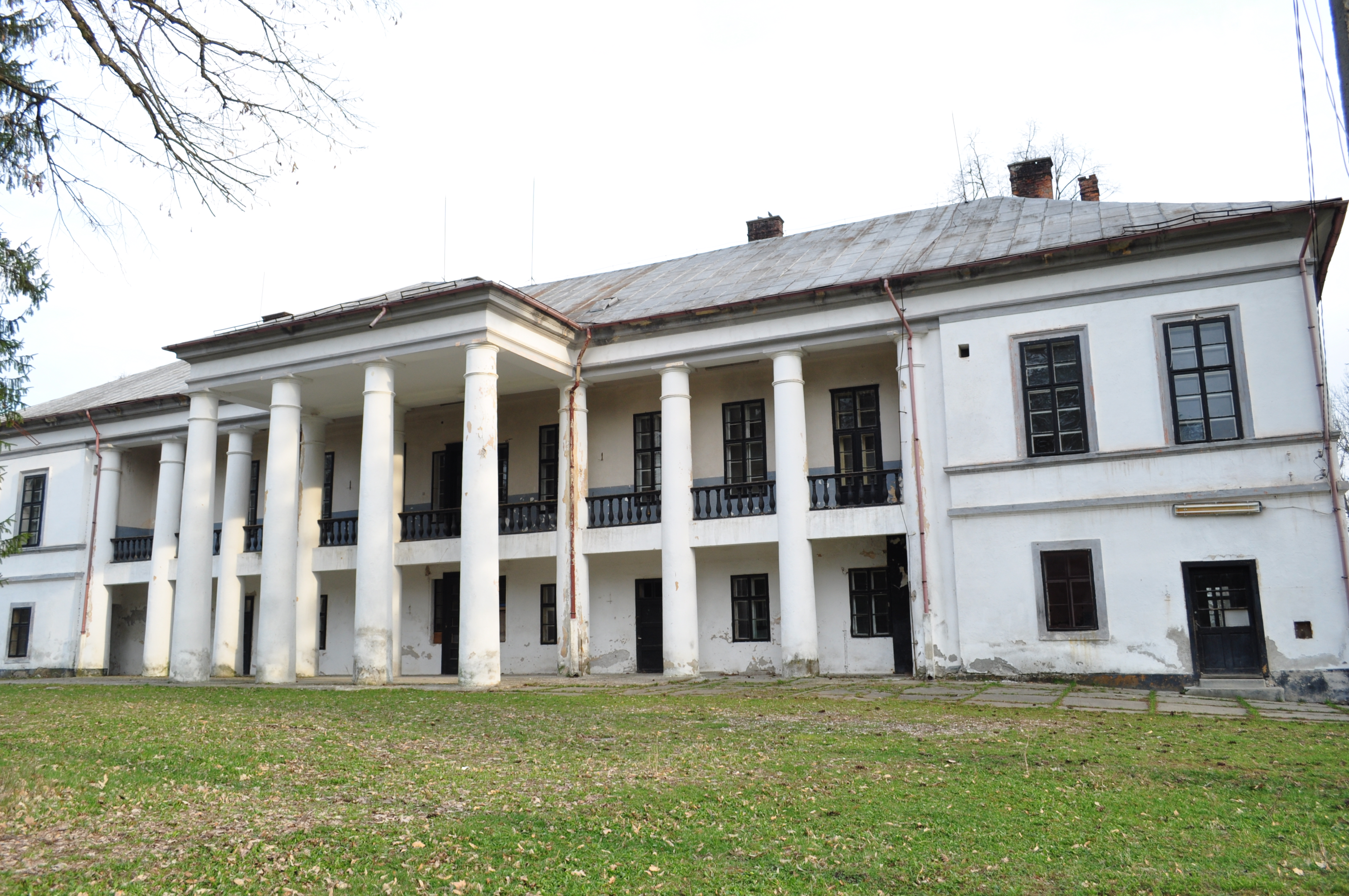